# 스카이포레스트
스카이포레스트(Sky Forest)는 대한민국 대구광역시에 있는 스포츠 시설이다. 천연잔디 필드가 갖춰진 경기장이며, 2020년 10월에 준공되었다. 대구 FC의 훈련 시설로 사용되고 있다.

## 참고 문헌
- 《2023 전국 공공체육시설 현황 (2022년 12월말 기준)》. 대한민국 문화체육관광부. 2024.

## 같이 보기
- 대구 FC